# Urssa
Urssa Sociedad Cooperativa es una empresa industrial de la ciudad de Vitoria, País Vasco (España) dedicada a la realización de proyectos de grandes estructuras metálicas en los sectores de edificación industrial y urbana, obras públicas y bienes de equipo.

## Historia
La empresa fue fundada el 25 de mayo de 1961 y tiene como particularidad la de ser una cooperativa, es decir es propiedad de los propios socios-trabajadores. La empresa está actualmente integrada en el grupo industrial de Construcción de la Corporación MONDRAGON. Actualmente cuenta con dos plantas de producción, situándose ambas en la ciudad de Vitoria, donde también está su sede central. Cuenta con una delegación en Madrid y otra en Francia, así como oficinas comerciales en diferentes países: Alemania, Argentina, Brasil, Dinamarca, Noruega, Reino Unido, Suecia y Uruguay. Su plantilla actual (2006) está compuesta por algo más de 300 trabajadores.
Siendo en origen un simple fabricante de estructuras metálicas, Urssa ha evolucionado a lo largo de su historia hasta realizar actualmente proyectos completos que incluyen desde el desarrollo del diseño de las estructuras metálicas, pasando por su fabricación hasta el montaje final, así como la gestión, suministro y control de otros servicios o partidas complementarias como cerramientos, forjados, etc. También ha evolucionado en el sector de actuación, ya que a las tradicionales campos de estructuras industriales, ha ido sumando el de estructuras de edificios emblemáticos en la última década y media.
En 1998 formó con la empresa alemana KBE, la empresa KBE-Urssa S.A. que alejado del negocio de Urssa, se dedica a la extrusión de perfiles de ventanas en PVC y tiene 20 trabajadores en su planta de Vitoria.

## Obras emblemáticas

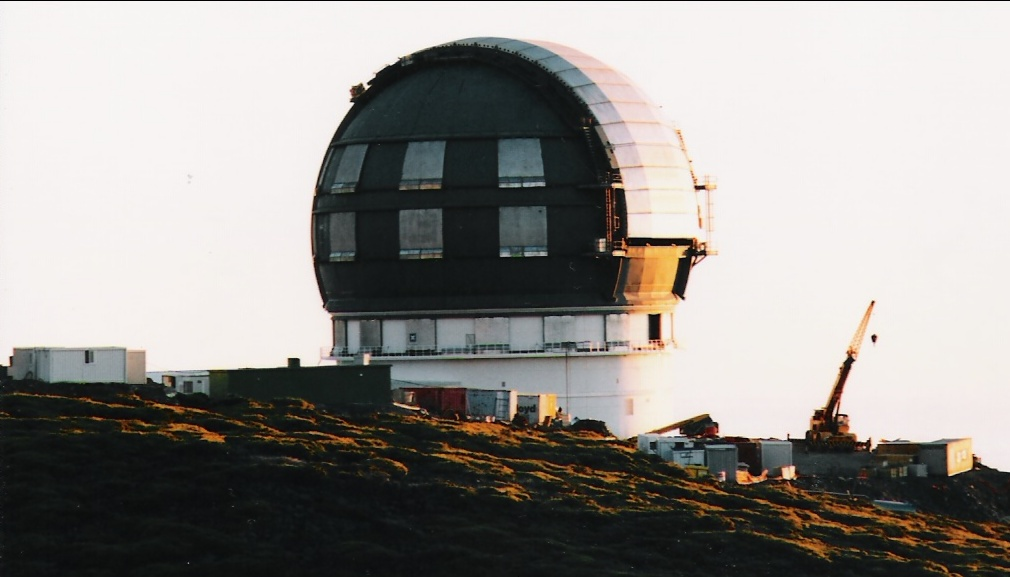
Gran Telescopio Canarias, 2002.

Desde comienzos de la década de 1990, la empresa Urssa ha comenzado a participar en proyectos que envuelven a edificios o estructuras emblemáticas, siendo muchas de ellas diseño de prestigiosos ingenieros y arquitectos.
- Puente Peatonal La Devesa en Ripoll de Santiago Calatrava (1989).
- Puente Peatonal La Devesa en Ripoll de Santiago Calatrava (1989).
- Torre de Collserola de Norman Foster (1992).
- Nueva terminal del Aeropuerto de Barcelona de Ricardo Bofill (1992).
- Torre Mapfre de Barcelona (1992).
- Pabellón de Gimnasia Rítmica de Alicante de Enric Miralles.
- Las Mezzaninas en acero inoxidable del Metro de Bilbao de N.Foster (1995).
- Trinity Bridge de Mánchester de S.Calatrava (1995).
- Puente de la Alameda en Valencia de Calatrava (1995).
- Museo Guggenheim de Bilbao de Frank Gehry (1997).
- Cubiertas móviles de la Plaza de Toros de Leganés La Cubierta (1997).Obras de construcción del Pabellón Puente de la Expo de Zaragoza..

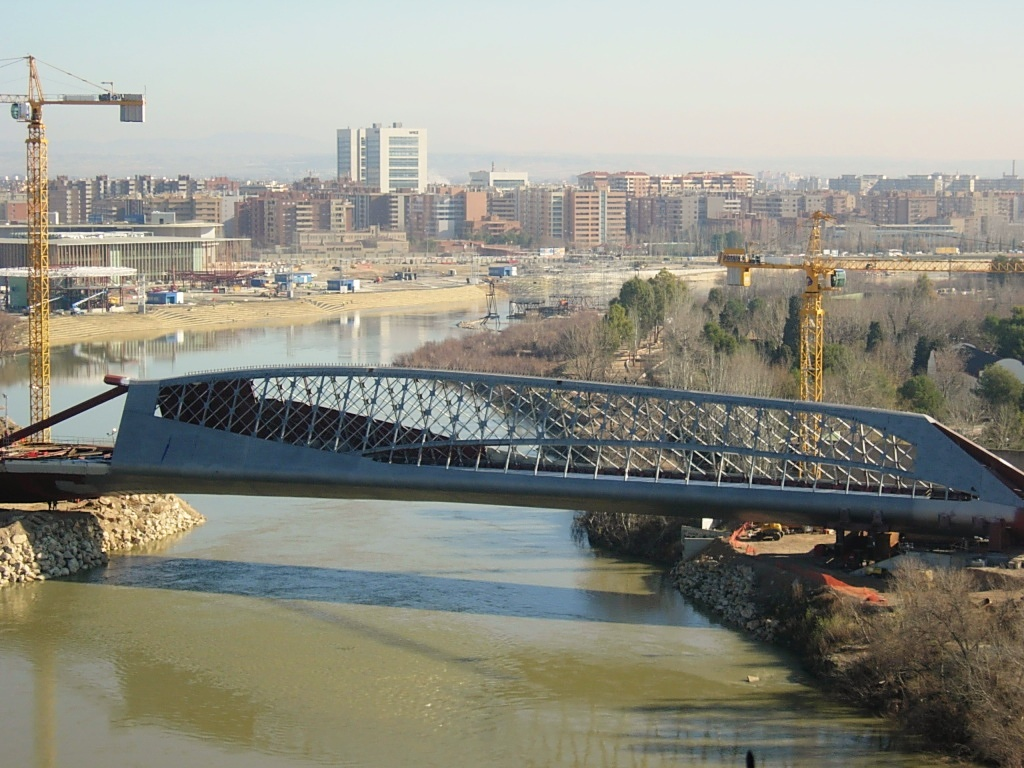
Obras de construcción del Pabellón Puente de la Expo de Zaragoza.

- Doble viaducto en la Ciudad de las Artes y de las Ciencias de Valencia de Calatrava.
- Palacio de Congresos y Auditorio Kursaal de San Sebastián de Rafael Moneo (1999).
- Stade de la Licorne de Amiens de Philippe Chaix y Jean-Paul Morel (1999).
- Puente móvil basculante de La Puerta de Europa (La Porta d'Europa) en el puerto de Barcelona de Juan José Arenas (2000).
- Cubiertas de la Plaza de Toros de Vista Alegre en Madrid (2000).
- Puente de la Mujer en Buenos Aires de Calatrava (2001).
- Torre Antel en Montevideo (2002).
- Bilbao Exhibition Centre en Baracaldo (2004.
- Bodega y Hotel Marqués de Riscal en Elciego (Álava) de Frank Gehry (2005).
- Cúpula giratoria del Gran Telescopio Canarias (2006).
- Pabellón Puente de la Expo 2008 en Zaragoza de Zaha Hadid (2008).
- Torre de Cristal en Madrid de César Pelli (2009).
- Centro de Ocio y Cultura de La Alhóndiga en Bilbao de Philippe Starck (2010)

- Datos: Q9092005